# Corky Cornelius
Edward 'Corky' Cornelius (3 december 1914 - 3 augustus 1943) was een Amerikaanse jazz-trompettist. 
Cornelius was de zoon van een drummer die in dansorkesten in Texas werkte. Hij begon zijn muzikale loopbaan in de jaren dertig, toen hij speelde in de bands van Les Brown, Frank Dailey en Buddy Rogers. Hij sloot zich begin 1939 aan bij het orkest van Benny Goodman, waar Gene Krupa de ster-drummer was en toen Krupa Goodman verliet om een eigen band te beginnen, ging Cornelius met hem mee. Krupa's band had hits met nummers als "Drum Boogie", gezongen door Irene Daye. Met Daye zou Cornelius in 1941 trouwen, waarna Daye uit de muziek-business stapte. Vanaf 1941 speelde Cornelius in de Casa Loma Orchestra van Glen Gray tot hij in 1943 onverwachts overleed aan de gevolgen van nierfalen.
- Library of Congress Control Number: no2013058114
- MusicBrainz: cbae8acd-33c3-4bbc-9fe0-9e38fe03c432
- Virtual International Authority File: 302993776
- WorldCat: E39PBJmdwR3yjqyKXCMGkkgFrq